# جزيرة العلامة
جزيرة العلامة (بالسويدية: Märket )‏ هي عبارة عن مساحة صغيرة تبلغ مساحتها 3.3 هكتار (8.2 فدانا) غير مأهولة بالسكان، تقع في بحر البلطيق بين السويد وفنلندا (في منطقة جزر أولاند ذاتية الحكم)، وقد قسمت بين سياستين منذ معاهدة فريدريكشامن لعام 1809م وحددت الحدود بين السويد والإمبراطورية الروسية كما يمر وسط الجزيرة. النقطة الغربية في فنلندا تقع على ماركيت. الجانب الفنلندي من الجزيرة هو جزء من بلدية هامارلاند وينقسم الجزء السويدي من الجزيرة إلى مقاطعتين من السويد: مقاطعة أوبسالا (بلدية أوستهامار) ومقاطعة ستوكهولم (بلدية نورتاليه).

## الجغرافيا والتاريخ

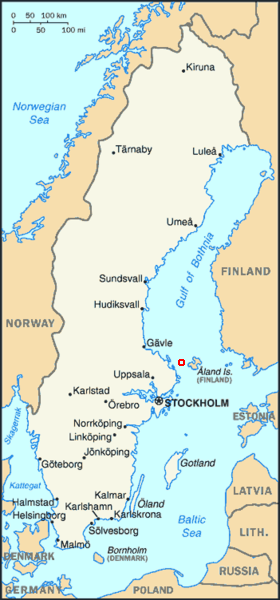
Location of Märket Island

على طول 6 ميل بحري (11 كم؛ 6.9 ميل) ممر وندرستن-ماركيت يربط البحر البوتني إلى الساحة البلطيقية. تبلغ مساحة سكيري حوالي 350 مترا (1,150 قدم) بطول 150 مترا (490 قدم)، وتبلغ مساحتها حوالي 3,3 هكتار (8,2 فدانا). وهي أصغر جزيرة بحرية يتقاسمها بلدين.
اسم علامة ('مارك') ربما يأتي من فائدته كعلامة الملاحة قبل كانت هناك منارات. الطريق بين السويد وأولاند لديها مرور حوالي 27 كيلومترا (15 نانومتر) (17 ميل) طول فوق البحر المفتوح. قبل المنارة، كانت الجزيرة وضحالها مخاطر ملاحية خطيرة، والتي حاول البحارة تجنب يائسة. في عام 1873، كان هناك ما يصل إلى 23 سفينة على أساس السواحل السويدية وأرخبيلها في محاولة لتجنب ماركيت، وثمانية منهم غرقت السفينة. [5] ماركيت منفصلة عن أرخبيل أولاند الرئيسي، مع أقرب جزيرة على بعد أكثر من 10 كم، وأقرب ميناء، بيرغامن، على بعد 23 كم في إيكيرو. هناك صخور صغيرة، بالكاد تطفو على السطح شمال غرب ماركيت، تسمى ماركيتشالور («حجارة ماركيت»)، والتي هي صغيرة جدا للحفاظ على الغطاء النباتي.

## منارة
هناك منارة على الجانب الفنلندي من الحدود الحالية، والتي كانت غير مأهولة وآلية منذ عام 1979. عندما بنيت من قبل الروس والفنلنديين في عام 1885، كانت الجزيرة تعتبر أرضا لا رجل، لذلك كان ببساطة مبنية على أعلى نقطة في الجزيرة. [5] ومع ذلك، فإن هذا يعني أنها بنيت على الجزء السويدي من الجزيرة.
ونتيجة لذلك، تم تعديل الحدود في عام 1985 بحيث تقع المنارة الآن على الأراضي الفنلندية. وأجري التعديل بحيث لم يحدث أي نقل صريح للأراضي، ولم تتغير ملكية الساحل حتى لا تتعارض مع حقوق صيد كل بلد.
وأدى ذلك إلى شكل غير عادي للحدود الدولية التي استوفت المصالح الفنلندية والسويدية على السواء. الحدود المعدلة تأخذ شكل "S" مقلوب، والمنارة متصلة ببقية فنلندا فقط عن طريق امتداد قصير من الأرض. ويقوم المسؤولون الذين يمثلون كلا البلدين بإرجاع الحدود بانتظام كل 25 سنة. وآخر عملية تفتيش مشتركة جرت في آب / أغسطس 2006.
وبسبب اتحاد جوازات السفر في بلدان الشمال الأوروبي واتفاق شنغن، لم تكن هناك أي شيكات جواز سفر أو إجراءات حدودية أخرى على الحدود منذ عام 1958، لذلك يمكن للزائرين من بلدان الشمال الأوروبي / داخل الشنغن زيارة الجزيرة بحرية. كلا الجانبين رسميا أحادي اللغة السويدية الناطقة، الجانب الفنلندي كجزء من أولاند.
المنارة في حاجة ماسة للصيانة، وفنلندية مجموعة المصالح تحاول جمع الأموال للحفاظ عليه. وقد تم منارة التلقائي منذ عام 1979 والمباني المحيطة لم تعد تستخدم. وقد أدى تزايد توافر النظام العالمي لتحديد المواقع إلى جعل وظيفته الأساسية زائدة عن الحاجة.

## نشاط هواة الراديو
هواة الراديو في جميع أنحاء العالم يعتبر الجزء الفنلندي من ماركت ريف (كما يطلقون عليه) كيانا منفصلا، يختلف عن فنلندا والسويد. الجزء الفنلندي من ماركيت ريف كان واحدا من أكثر البلدان «المرغوب» في العالم بين هواة الراديو نظرا لوضعها الخاص وبعدها النسبي. عادة ما يكون هناك واحد أو أكثر من الهواة راديو البعثات إلى الجزيرة كل عام، والسماح الطقس. وخلال هذه الحملات، تجري عشرات الآلاف من الاتصالات اللاسلكية مع أشخاص في عدة أجزاء من العالم. وفي أعالي البحار، لا يمكن الهبوط إلا باستخدام طائرة هليكوبتر. يتم عرض صور جيدة من ماركيت على بطاقات قسل. البادئة الرسمية للاستخدام على الجانب الفنلندي هي OH0، كما هو الحال في بقية جزر أولاند، ولكن OJ0 هي البادئة علامة النداء الاختياري ل ماركيت ريف. هناك رسوم لاستخدام علامة نداء OJ0، في حين أن استخدام البادئة OH0 / أمام إشارة النداء الخاصة مجاني. [بحاجة لمصدر] جميع الأنشطة الراديوية في الجزيرة هي من قبل الزوار على دكس-بيديتيونس. عندما أعطي الجزء الفنلندي من الشعاب المرجانية وضعها الخاص في راديو الهواة، في أواخر 1960s حارس المنارة نفسه أصبح مرخص مشغل راديو الهواة الذي استخدم في البداية الدعوة OH0MA. على الجانب السويدي من ماركيت ريف تم استخدام النداءات 8S9M و SI8MI.

## مناخ
ولدى ماركيت مناخ قاري متأثر بتأثيرات المحيطات؛ لديها سمعة كونها واحدة من أجمل الأماكن في فنلندا. وقد تم إدارة محطة الأرصاد الجوية من قبل حراس المنارة منذ عام 1896 وتم افتتاح محطة أوتوماتيكية للمعهد الفنلندي للأرصاد الجوية في 10 نوفمبر 1977، قبل وقت قصير من التشغيل الآلي.
تأثير البحر مهم جدا لمناخ الجزيرة: القصور الذاتي الحراري يقلل بشكل كبير من تقلبات درجات الحرارة خلال العام مقارنة بالقارة وبدرجة أقل بالمقارنة مع الجزء الأوسط من فاستا أولاند، أكبر جزيرة في أرخبيل أرض. تحتفظ ماركيت بخمسة سجلات لدرجات الحرارة خلال النهار لمحطات الأرصاد الجوية في فنلندا، وذلك في الفترة ما بين 29 نوفمبر و 1 يناير، مع 10.2 درجة مئوية (50.4 درجة فهرنهايت) في 15 ديسمبر 2006 و 8.8 درجة مئوية (47.8 درجة فهرنهايت) في 31 ديسمبر، 1975. ويبلغ متوسط درجة الحرارة السنوية حوالي 6 درجات مئوية (43 درجة فهرنهايت)، وهو واحد من أعلى المعدلات في فنلندا، حيث يكون شهر يناير أقل اعتدالا مما هو عليه في القارة (-2.5 درجة مئوية أو 27.5 درجة فهرنهايت في المتوسط) الصيف (15.9 درجة مئوية أو 60.6 درجة فهرنهايت في المتوسط في يوليو). الجزيرة أكثر جفافا من البر الرئيسي: متوسط هطول الأمطار السنوي لا يتجاوز عادة 550 ملم (22 بوصة).